# Zuavi

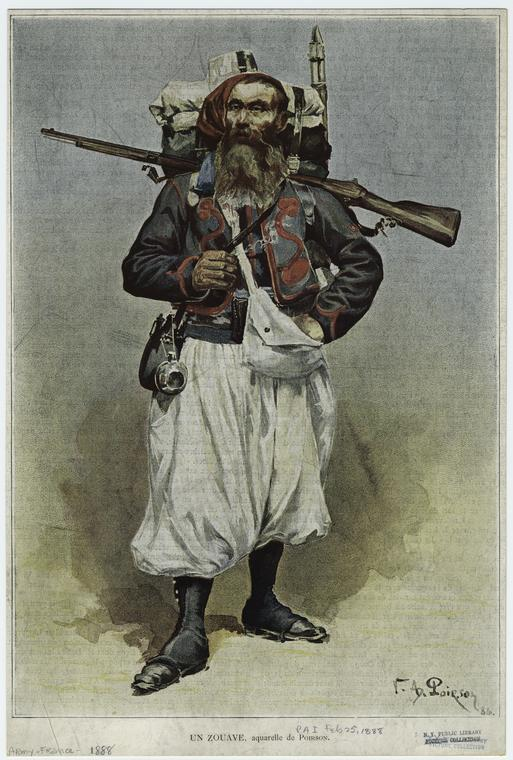
Uno zuavo francese in un acquerello di Poirson (1888)

Zuavi (in francese Zouaves) fu il nome dato ad alcuni reggimenti di fanteria in diversi eserciti e in diverse epoche, note per la loro singolare uniforme.
I più conosciuti furono gli zuavi dell'esercito francese, unità di fanteria leggera costituite nel 1830 e appartenenti all'esercito dell'Africa, che presero il nome da quello di alcune unità ottomane in Algeria. In seguito, tale nome fu dato anche a simili unità militari nell'esercito pontificio e in quello degli Stati Uniti.

## Il nome
Il nome viene da quello di un gruppo di tribù berbere dell'Algeria, che in arabo erano denominate zwawa. Questo era il nome delle tribù della "Grande Cabilia" (la Cabilia occidentale, con capoluogo Tizi Ouzou), che nella propria lingua si chiamano igawawen. Tale nome in berbero è un plurale (formato con un prefisso e un suffisso: i-GAWAW-en), e gli Arabi resero il plurale con la sola desinenza -a. Dal momento che l'arabo non possiede il suono /g/, pronunciarono al suo posto il suono palatale /dž/ (la g dolce di Gigi), che poi passò, nei dialetti locali, a /ž/ e infine a /z/. Da cui ZWAW-a. Queste tribù fornivano soldati alle milizie ottomane, e dopo la presa di Algeri nel 1830 entrarono al servizio dei francesi. Qualche tempo dopo, con la creazione dei Tirailleurs ("fucilieri", i cosiddetti Turcos), formati solo da indigeni, il corpo degli zuavi si trasformò ben presto in un'unità completamente francese.

## Gli zuavi francesi

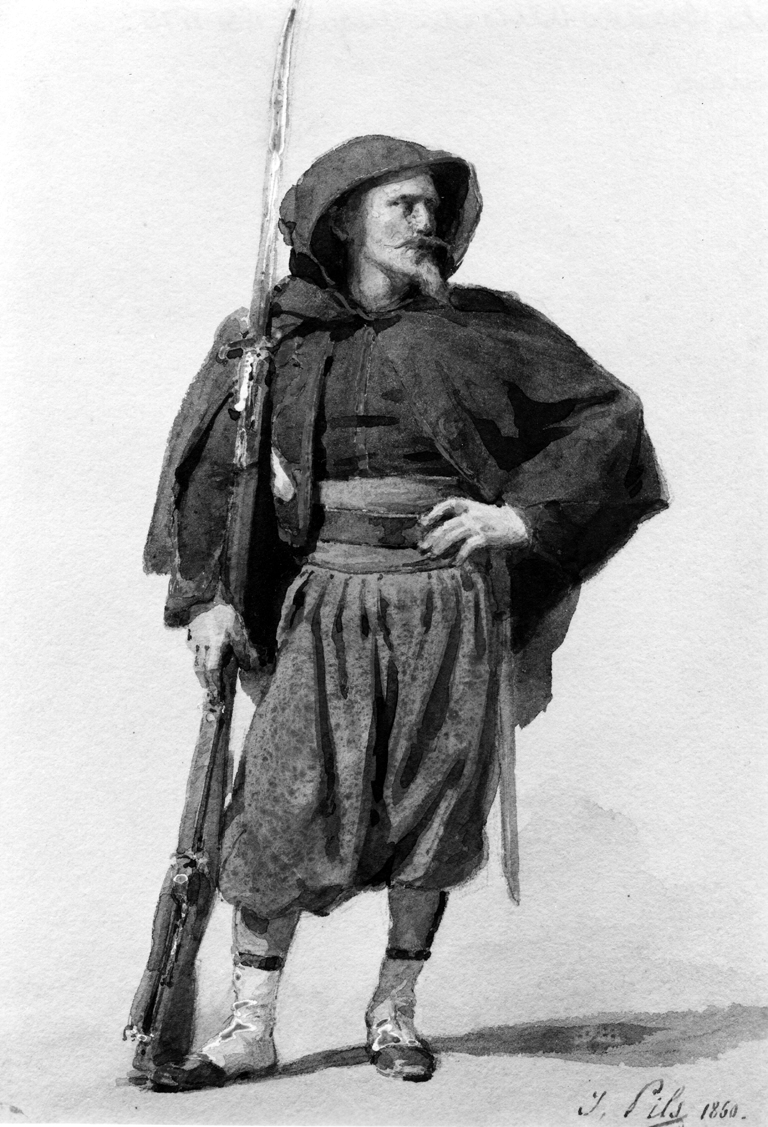
Zuavo (1850), dipinto di Isidore Pils

Il corpo di Zouaves viene creato durante la conquista dell'Algeria dall'incorporazione di soldati della reggenza di Algeri. 
Dal 1842, il loro reclutamento fu esclusivamente europeo, ma fu aperto ai cittadini algerini dal novembre 1942 al maggio 1945, dopo la riforma dell'esercito francese di De Gaulle, in Nord Africa.

### Invasione dell'Algeria
Il 1º ottobre 1830, il generale Bertrand Clauzel istituisce il corpo degli zuavi, formato da due battaglioni. Vengono costituiti anche due squadroni di zuavi a cavallo, ma già nel 1831 essi vengono integrati nel 1º Reggimento dei Cacciatori d'Africa. Vi fu anche un tentativo di incorporarvi i «Volontari parigini», ma la cosa non riuscì e questi volontari formarono il 67º Reggimento di fanteria.
Tra l'ottobre del 1830 e il gennaio del 1831, essi combattono contro il bey di Tittery, e occupano Blida e Médéa. Il loro primo successo di una certa importanza si ha il 3 luglio 1831 al colle di Mouzaïa, dove riescono a coprire la ritirata della guarnigione di Médéa.
Nel 1837 viene creato un terzo battaglione, mentre il primo reggimento, costituito nel 1842, verrà posto al comando di Lamoricière. Si fanno onore anche alla battaglia dell'Ouarsenis (1842), alla battaglia di Isly (1844) e conquistano Zaatcha nel 1849.

### Campagne del Secondo Impero
Con un decreto del 1º febbraio 1852, Napoleone III porta il loro effettivo da tre battaglioni a tre reggimenti, che diventano quattro nel 1854 (il quarto era assegnato alla Guardia Imperiale). Gli zuavi si fanno onore in diverse occasioni nel corso delle campagne del Secondo Impero.

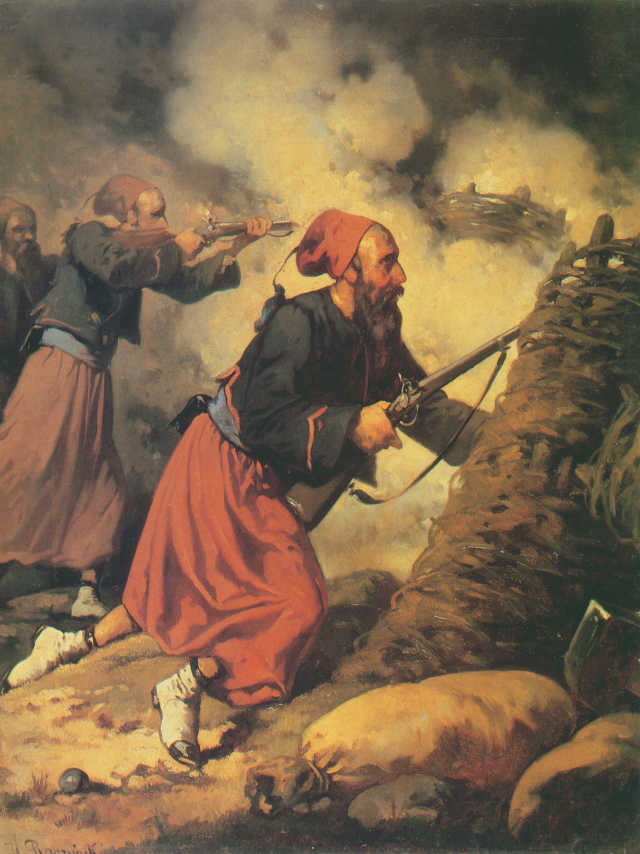
Zuavi in combattimento (circa 1858)

#### Guerra di Crimea
La guerra di Crimea è la prima campagna degli zuavi al di fuori dell'Algeria: nella guerra di Crimea, alla battaglia dell'Alma, il 3º Reggimento degli zuavi coglie di sorpresa i russi scalando delle pareti rocciose, impadronendosi della loro artiglieria e rivolgendola quindi contro di loro. Questa azione ebbe un effetto decisivo per far volgere l'esito della battaglia a favore degli alleati.
È in omaggio a quella vittoria che è stata realizzata la statua dello Zuavo sul pilone del Ponte dell'Alma sulla Senna a Parigi. Da parte sua, il maresciallo de Saint-Arnaud, che comandava le forze francesi, rende loro omaggio chiedendo che al proprio funerale il suo feretro sia scortato da una compagnia di zuavi.
Essi compiono altre prodezze durante le battaglie di Balaclava e di Inkerman. Inoltre tre dei sette reggimenti che partecipano alla presa della torre Malakoff a Sebastopoli sono reggimenti di zuavi.
Durante questa guerra combattono fianco a fianco con il neo-costituito corpo dei Bersaglieri a cui, in segno di rispetto e ammirazione, regalano il loro copricapo, il fez che ancora oggi è il berretto d'ordinanza di questa specialità di fanteria.

#### Campagna d'Italia
Allo stesso modo si distinguono durante la campagna d'Italia, nella Seconda guerra d'indipendenza italiana, specie il terzo reggimento zuavi nella battaglia di Palestro, il 31 maggio 1859. In seguito a questa battaglia il re Vittorio Emanuele II viene nominato dal reggimento suo caporale d'onore.

#### Spedizione in Messico
Due reggimenti partecipano alla seconda spedizione francese in Messico tra il 1862 e 1867.

### Guerra del 1870
I reggimenti di zuavi formano dei reggimenti di fanteria che si mettono in luce specialmente nella battaglia di Froechwiller, un battaglione di zuavi riesce anche a superare la battaglia di Sedan.

### Terza Repubblica francese

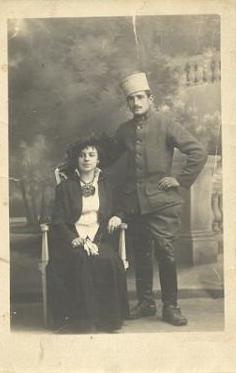
Uno zuavo con la nuova uniforme, 1914

Dopo varie peripezie, i quattro reggimenti di zuavi sono ricostituiti nel 1872. Partecipano a operazioni di mantenimento dell'ordine pubblico di una certa ampiezza, in Algeria e Tunisia negli anni ottanta, quindi alla pacificazione del Marocco agli inizi del XX secolo. Elementi zuavi sono inviati a combattere nel Tonchino, nel 1883. Il terzo reggimento occupa il Tonchino e l'Annam nel 1887.
Gli zuavi combattono anche durante la prima guerra mondiale. Una vallata è stata ribattezzata "degli zuavi" in ricordo dei duri scontri in cui sono coinvolti a Souchez nel 1915. Numerosi reggimenti sono formati nel 1939, dopo la dichiarazione di guerra. Il protocollo di armistizio tra Germania e Francia di Vichy del 1940 ne prevede lo scioglimento. Dopo lo sbarco degli Alleati nel Nordafrica nel novembre 1942 e la riforma dell'esercito francese libero di De Gaulle, gli zuavi divennero unità miste e reclutarono anche musulmani. Tre reggimenti, il 1º, il 3º e il 4º, partecipano alla campagna della Tunisia nel 1942-1943.

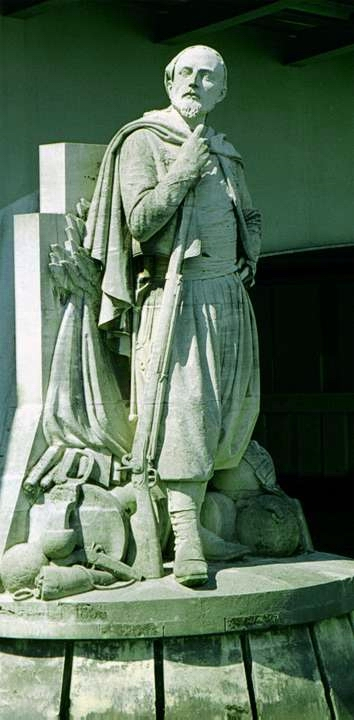
Lo Zuavo del ponte dell'Alma, con i piedi all'asciutto

### Post 1945
Furono tuttavia ampiamente impiegati durante la guerra d'Algeria, prima di essere definitivamente sciolti nel 1962 in seguito all'indipendenza algerina. Ciò era inevitabile dopo il loro reclutamento nella popolazione europea dell'Algeria, che si disperse con la fine del dominio francese.  Il 9º Zouaves, con sede nella Casbah, ebbe un ruolo importante nella battaglia di Algeri del 1957.
Alla fine della guerra algerina, le rimanenti unità zuave e tirailleur furono incorporate in una forza dell'ordine locale di breve durata.

### Motto
Il motto degli zuavi francesi è: Être zouave est un honneur. Le rester est un devoir (Essere zuavo è un onore. Continuare a esserlo (in senso morale) è un dovere).

### Uniforme
L'uniforme degli zuavi era composta da un copricapo, una giacca corta e allacciata senza bottoni, una larga cintura di tela, lunga tre metri avvolta intorno alla vita, calzoni a sbuffo, ghette bianche e gambali. 
Gli zuavi portavano come copricapo un fez o una shashia, con una nappa colorata (generalmente gialla, rossa, blu o verde) e un turbante.
La cintura era l'accessorio più difficile da indossare, lo zuavo doveva spesso chiedere aiuto a un suo compagno. Ciononostante, l'uniforme zuava era particolarmente adatta ai climi caldi e aspri della montagna algerina.
I calzoni erano a sbuffo, e permettevano una migliore circolazione dell'aria rispetto ai normali pantaloni, la giacca corta era più fresca delle lunghe camicie di lana della maggior parte degli eserciti dell'epoca. Una delle ragioni del ristretto numero di unità zuave era anche il costo supplementare di questa uniforme particolare, superiore a quello delle uniformi delle altre unità, di taglio semplice e prodotte in grandi serie. La tipica foggia dei calzoni a sbuffo dei reggimenti zuavi è entrata nel gergo popolare denominando un particolare modello di calzoni come "pantaloni alla zuava".

## Lista dei reggimenti di zuavi

### Reggimenti di zuavi dell'esercito francese

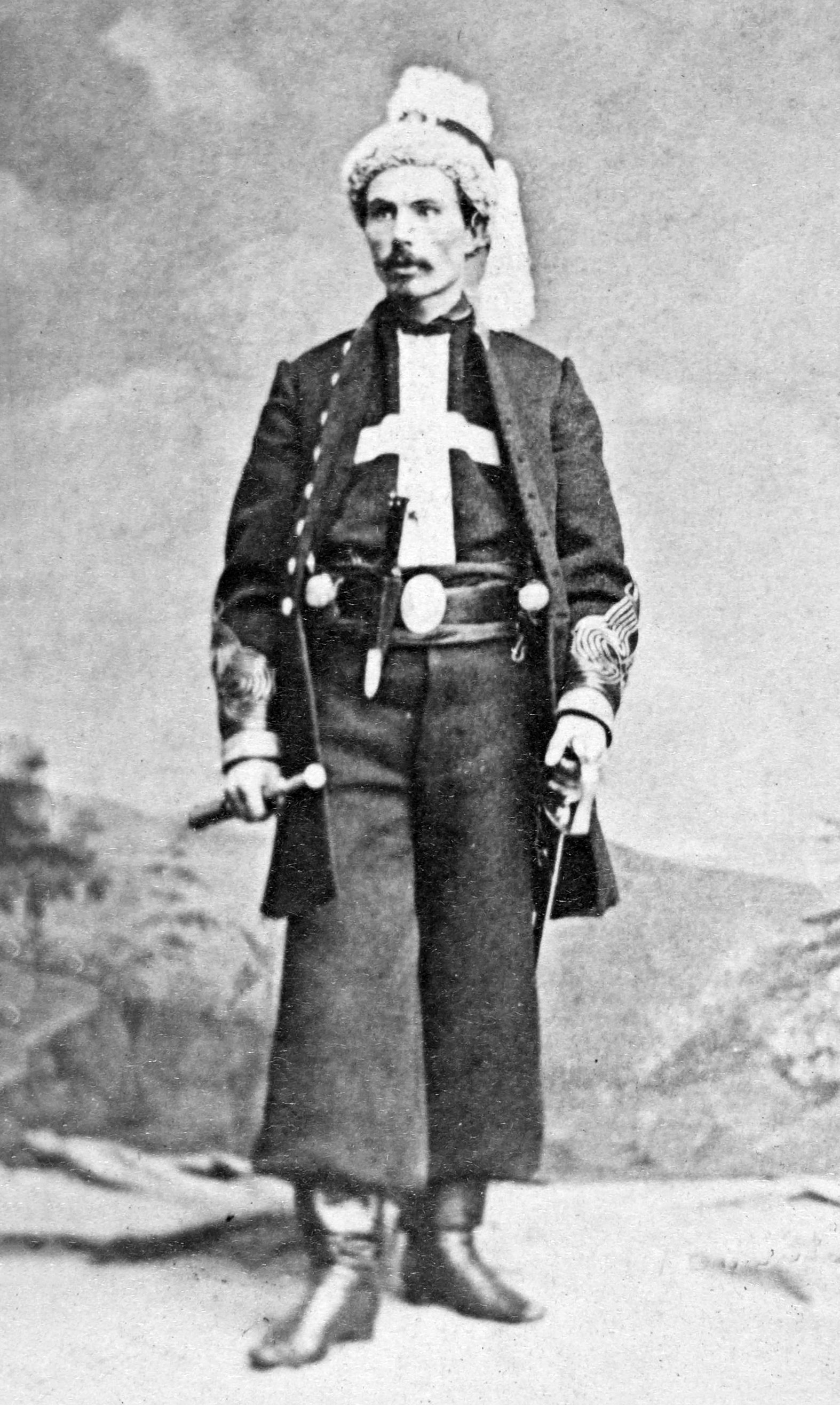
Rivolta di Gennaio: il polacco François Rochebrune, in divisa degli Zuavi della morte - (1863)

- Primo reggimento: formato nel 1852, sciolto nel 1949 e ricostituito nel periodo 1956-1960. Croce di guerra 1914-1918 (5 palme e una stella vermiglia) e Croce di guerra 1939-1945 (2 palme).
- Secondo reggimento: formato nel 1852 e sciolto nel 1962. Legione d'Onore (ottenuta in occasione della battaglia di Magenta), Croce di guerra 1914-1918 (5 palme e una stella d'argento) e Croce di guerra 1939-1945 (2 palme).
- Terzo reggimento: formato nel 1852 e sciolto nel 1962. Legione d'Onore (ottenuta in occasione della battaglia di San Lorenzo in Messico 1863), Croce di guerra 1914-1918 (6 palme) e Croce di guerra 1939-1945 (2 palme).
- Reggimento di zuavi della guardia imperiale: formato nel 1864, diventato il quarto reggimento di zuavi nel 1870 e sciolto nel 1962. Legione d'Onore, Croce di guerra 1914-1918 (7 palme) e Croce di guerra 1939-1945 (2 palme);
- Ottavo reggimento di zuavi: formato nel 1914, sciolto nel 1928, ricostituito nel 1934-1940, di nuovo sciolto, è ancora ricostituito due volte nel 1946-1956, poi durante la guerra d'Algeria (1959-1962). Legione d'Onore e Croce di guerra 1914-1918 (7 palme e una stella d'argento);
- Nono reggimento di zuavi: formato nel 1914 e sciolto nel 1940; ricostituito nel 1943 e di nuovo sciolto nel 1962. Legione d'Onore, Croce di guerra 1914-1918 (6 palme e una stella d'argento) e Croce di guerra 1939-1945 (2 palme).
- Undicesimo reggimento di zuavi: formato nel 1939 e sciolto nel 1940. Il suo motto: "Occhio per occhio, dente per dente" ("Œil pour œil, dent pour dent");
- Dodicesimo reggimento di zuavi: formato nel 1939 e sciolto nel 1940;
- Tredicesimo rei: formato nel 1939 e sciolto nel 1940;
- Ventunesimo reggimento di zuavi: formato nel 1939 e sciolto nel 1940 (reggimento di addestramento);
- Ventiduesimo reggimento di zuavi;
- Ventitreesimo reggimento di zuavi;
- Ventinovesimo reggimento di zuavi.

### Reggimenti misti di zuavi dell'esercito francese
- Secondo reggimento misto di zuavi e fucilieri
- Quarto reggimento misto di zuavi e fucilieri: formato nel 1915 e sciolto nel 1918. Legione d'Onore e Croce di guerra 1914-1918 (6 palme)

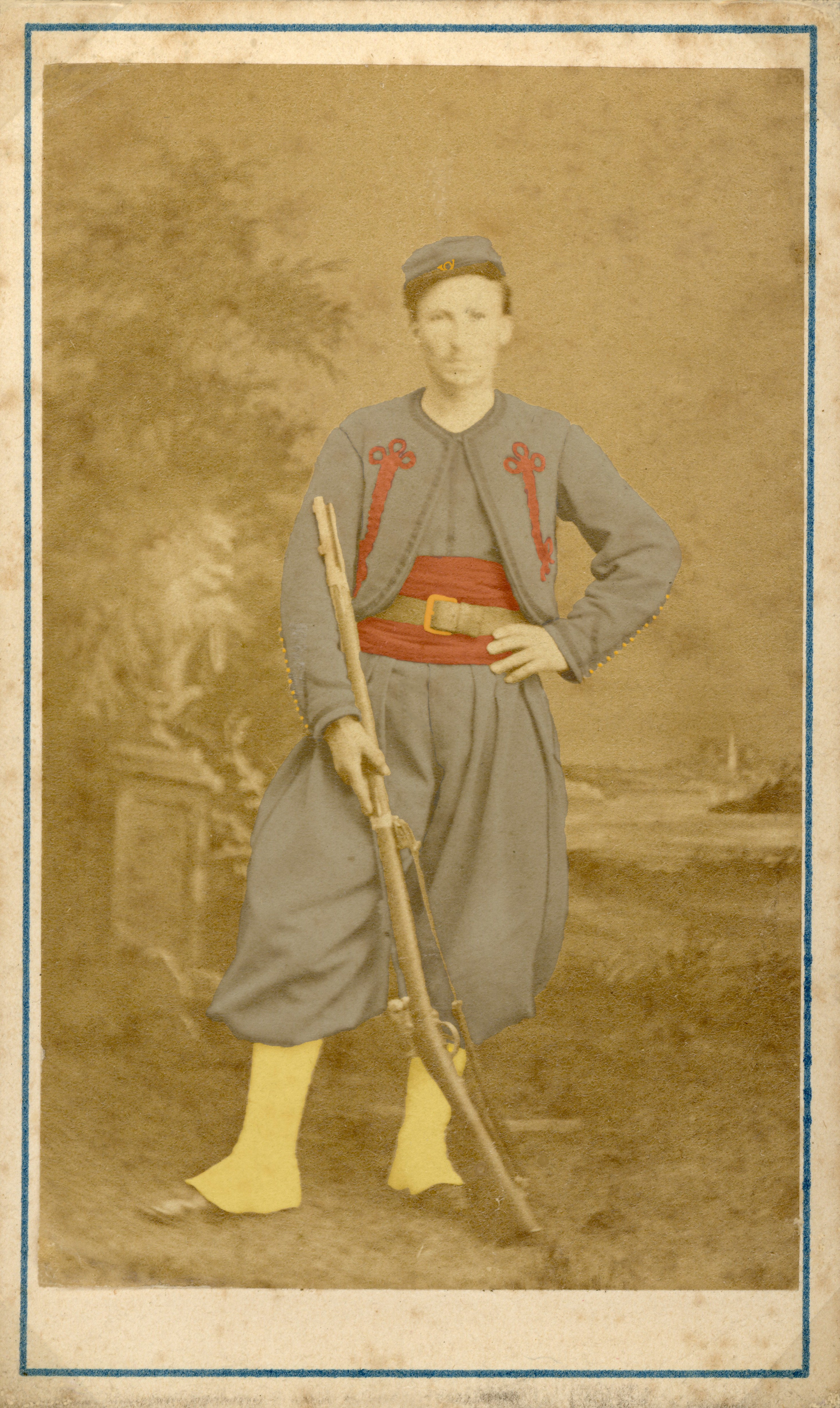
Zuavo pontificio (1869)

### Zuavi della Morte, Polonia
Zuavi della Morte (żuawi śmierci), unità militare, organizzata da François Rochebrune, che combatté nella guerra di Crimea e prese parte alla "Rivolta di Gennaio", in Polonia nel 1863.

### Zuavi pontifici
La creazione degli zuavi pontifici ebbe luogo nel 1860 dietro richiesta del papa Pio IX; la loro organizzazione venne affidata al generale de La Moricière. Dopo l'entrata delle truppe italiane di Vittorio Emanuele II a Roma nel 1870, passarono al servizio del Governo di Difesa nazionale nel corso della guerra franco-prussiana, e vennero disciolti dopo l'ingresso dei Prussiani a Parigi.
Tra gli zuavi pontifici ci fu anche John Surratt, coinvolto nell'assassinio di Abramo Lincoln. Incorporato sotto il falso nome di John Watson, l'11 dicembre 1865 vi rimase per un anno sino all'arresto per ordine del cardinale Giacomo Antonelli il 9 novembre 1866.

### Stati Uniti
Diverse unità di zuavi vennero formate da americani nel corso della guerra di secessione: l'Unione allestì numerosi reggimenti di zuavi (talvolta tali solo di nome), mentre i Confederati ne ebbero soltanto un numero irrisorio, soprattutto in Louisiana (Tigers Zouaves, Coppen's Zouaves, Louisiana Zouaves). Al nord, i più famosi sono il 5º reggimento di volontari di New York, soprannominati gli zuavi di Duryee , l'11º reggimento dei volontari di New York, soprannominati gli zuavi di fuoco, il 9º New York (Hawkin's Zouaves), il 10º New York (National Zouaves), il 62º New York (Anderson Zouaves), il 114º Pennsylvania (Collis Zouaves), il 165º New York, e altri.
L'11º fu dapprima comandato dal colonnello Elmer Ellsworth, morto nel 1861, e venne poi duramente colpito durante la prima battaglia di Bull Run. Il 5º era considerato una unità d'élite dell'armata del Potomac, e incorporato nella divisione di Sykes. Nella seconda battaglia di Bull Run, il 5º reggimento di New York, accompagnato dal 10º reggimento di fanteria dei volontari di New York (gli "zuavi nazionali"), prese parte all'attacco dei corpi di Longstreet nei dieci minuti cruciali, prima di essere messo fuori combattimento: in quei dieci minuti, su 525 uomini, 120 furono uccisi e 330 feriti.
A partire dal 1863, l'uniforme di zuavi viene data come ricompensa alle unità meritevoli dell'esercito del Nord e alla fine della guerra si conteranno più unità di zuavi che all'inizio. Negli anni 1870/80 gli zuavi vennero progressivamente assimilati alle unità regolari dell'US Army.